# Rivière Vincelotte
Pour les articles homonymes, voir Vincelotte.
La rivière Vincelotte est un affluent de la rive sud du fleuve Saint-Laurent où il se déverse à l'est du village de Cap-Saint-Ignace. 
Ce cours d'eau coule dans les municipalités de Saint-Eugène (MRC de L'Islet) et de Cap-Saint-Ignace, (MRC de Montmagny), dans la région administrative de Chaudière-Appalaches, au Québec, au Canada.

## Géographie
La rivière Vincelotte prend sa source à la confluence des ruisseaux Bélanger et Caouette. Cette source est située en zone agricole au nord-ouest de la voie ferrée du Canadien National dans la municipalité de Saint-Eugène, à 2,5 km à l'est de la rive sud de l'estuaire moyen du Saint-Laurent, à 5,6 km à l'ouest du centre du village de Saint-Eugène et à 5,7 km à l'est du village de L'Islet.
À partir de sa source, la rivière Vincelotte coule sur 5,1 km, répartis selon les segments suivants :
- 1,8 km vers le sud-ouest, dans Saint-Eugène, jusqu'à la limite de Cap-Saint-Ignace ;
- 8,8 km vers le sud-ouest en zone agricole, jusqu'à sa confluence.

Au terme de son cours, la rivière Vincelotte se jette sur la longue grève (à marée basse) de l'Anse du Cap, sur la rive sud du fleuve Saint-Laurent. Cette confluence est située à 2,9 km au nord du village de Cap-Saint-Ignace et au sud-ouest du village de L'Islet-sur-Mer.

## Toponymie
Le toponyme rivière Vincelotte évoque Charles-Joseph Amiot (Amyot) de Vincelotte (né le 23 mars 1665 à Québec - décédé le 9 mai 1735 à Québec). Il a été navigateur, lieutenant dans la marine, commandant de milice, seigneur. Charles Amiot de Vincelotte avait épousé, le 19 février 1691, à Montréal, Marie-Gabrielle Philippe de Hautmesnil ; 13 enfants sont issues de cette union. 
Après ses études primaires au collège des Jésuites de Québec, il étudie la navigation. En 1680, il reçoit de sa mère le fief de Vincelotte (Cap-Saint-Ignace) que lui avait attribué Talon en 1672. En 1684, à l'âge de 19 ans, Charles-Joseph s’enrôle dans la milice. Il parapha un testament la même année, avant de partir « pour faire voyage et allez en guerre pour le service du Roy allencontre des Iroquois ». En 1693, il présente une requête – qui sera agréée – à Louis de Buade de Frontenac et à Jean Bochart de Champigny afin d'agrandir son fief, désirant, écrit-il, « contribuer de tout son pouvoir à l’augmentation de cette colonie et travailler fortement à s’y établir ».
En 1703–1704, Amiot participe à quelques expéditions sur les côtes de Terre-Neuve. En 1706, il est choisi pour faire, à titre de lieutenant, des courses sur les côtes de la Nouvelle-Angleterre, sous le commandement de Louis Denys de La Ronde. Tous deux doivent notamment livrer une dure bataille contre March qui assiège Port-Royal (Acadie) (Annapolis Royal, Nouvelle-Écosse) le 26 mai 1707. Ayant remporté la victoire, ils en portent la nouvelle au roi de France ; ils demandent alors de l’aide en vue d’une expédition contre la ville de Boston. Malgré l'approbation du projet, le gouvernement français ne peut leur attribuer d’autres navires que la Vénus ; une frégate plutôt démunie, sur laquelle ils naviguent néanmoins pendant deux ans, en faisant de nombreuses prises. La dernière référence de son activité dans ce domaine est en 1727, alors qu'il est nommé commandant des milices de la côte sud.
Le toponyme rivière Vincelotte a été officialisé le 5 décembre 1968 à la Commission de toponymie du Québec.

## Réserve naturelle
D'une superficie de 1,78 ha, la « réserve naturelle du méandre-de-la-rivière-Vincelotte » a été ouverte au public à la fin de son aménagement à l'été 2013. Ces aménagements comportaient notamment un sentier piétonnier de 300 m avec panneaux d'interprétation donnant accès au fleuve Saint-Laurent et une aire de pique-nique accessible aux piétons et cyclistes. Le pont enjambant la rivière Vincelotte a aussi été restauré. À l'été 2011, outre les infrastructures, des arbres et des arbustes indigènes y ont été plantés afin de favoriser une végétation arborescente.
Cette propriété qui avait été acquise en 2009 par la « Fondation de la nature » a été désignée « réserve  naturelle » en 2011 par le Ministère du Développement durable, de l'Environnement, de la Faune et des Parcs. L'acquisition et son aménagement ont été rendus possibles grâce à la contribution de la « Fondation Hydro-Québec pour l'environnement » et un ensemble de partenaires publics et privés.
Cette réserve naturelle est située face à l'île aux Grues, offrant ainsi un panorama sur le fleuve. Cette réserve constitue une halte pour les cyclistes en transit sur la route verte. Des panneaux d'interprétation, une table de pique-nique et des bancs de parc, ont été aménagés le long du parcours.
La faune aviaire y est abondante et la flore est variée. Du côté du fleuve, les visiteurs peuvent observer un petit étang aménagé par les anciens propriétaires. Cet étang attire de nombreux oiseaux de rivage et diverses espèces  de sauvagine. La batture adjacente s'avère une aire d'alimentation et de repos aux oiseaux migrateurs et aquatiques. Un segment du littoral adjacent à la réserve abrite une grande population de cicutaires de Victorin, espèce floristique endémique à l'estuaire d'eau douce du fleuve Saint-Laurent, considérée comme menacée.